# Anschlag auf den Magdeburger Weihnachtsmarkt

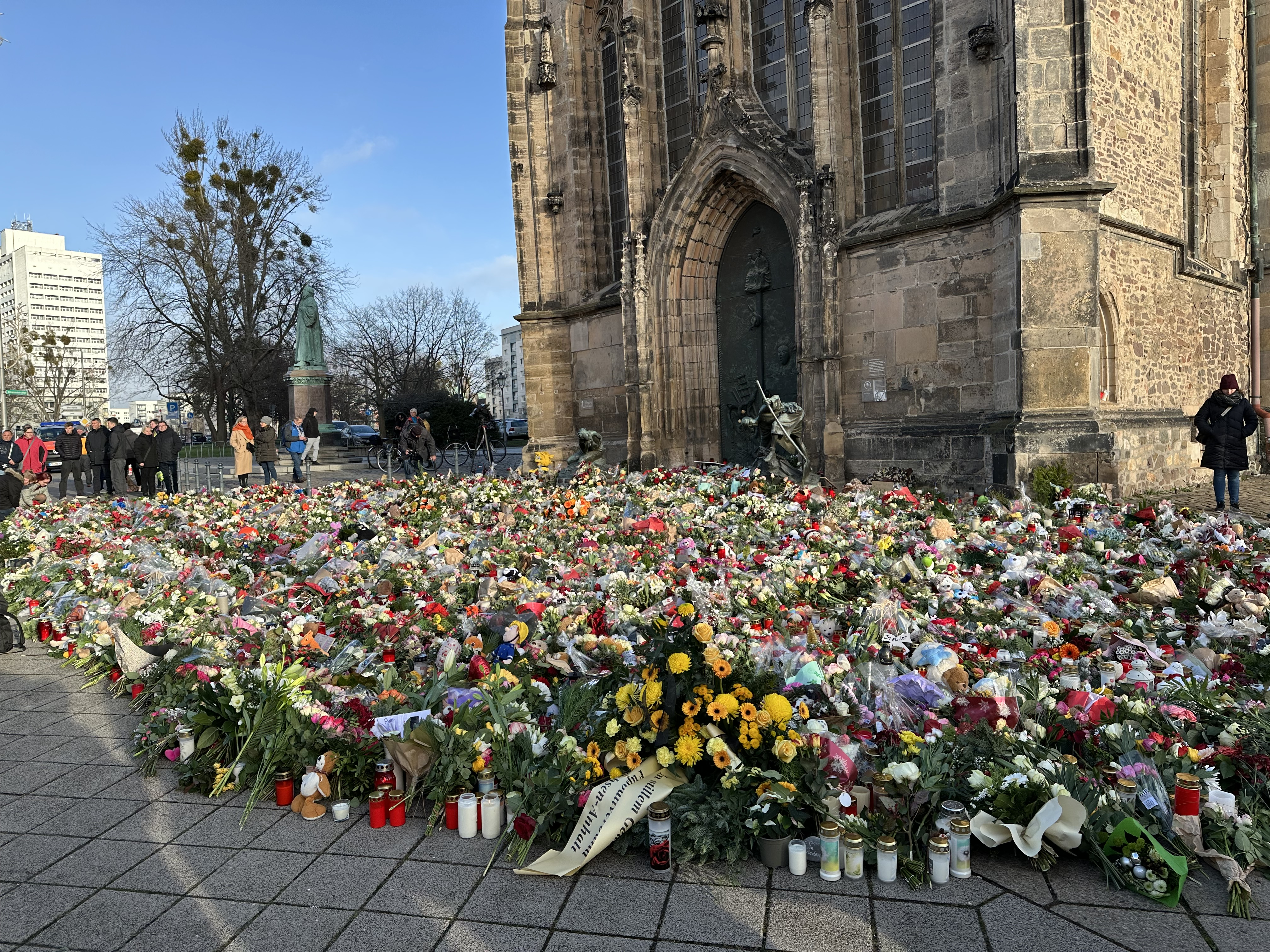
Gedenken an der Johanniskirche

Bei dem Anschlag auf den Magdeburger Weihnachtsmarkt steuerte Taleb al-Abdulmohsen am Abend des 20. Dezember 2024 einen Pkw durch eine Rettungsgasse auf den Magdeburger Weihnachtsmarkt am Alten Markt und fuhr mit hoher Geschwindigkeit durch die Menschenmenge. Dadurch wurden sechs Personen getötet und mindestens 323 weitere verletzt. Er wurde von der Polizei unmittelbar nach der Amokfahrt festgenommen. Das Motiv für die Tat ist Gegenstand der staatsanwaltlichen Untersuchung.

## Tathergang und Opfer

Route der Amokfahrt, an der Kreuzung Ernst-Reuter-Allee/Breiter Weg umfährt der Attentäter bereits eine Betonblockade und nähert sich dem Alten Markt fortan auf dem Gehweg der Straße Breiter Weg.

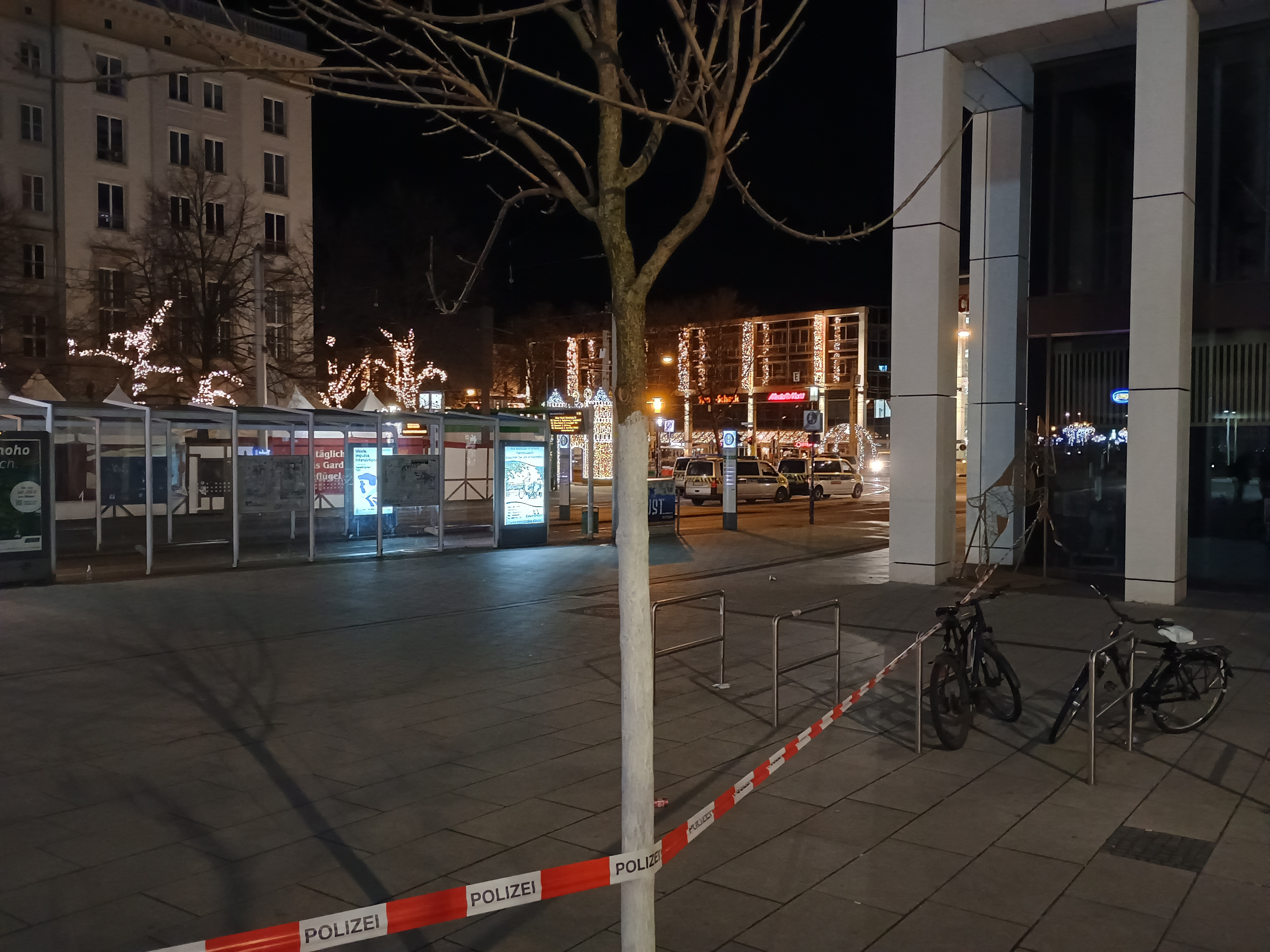
Der Tatort wenige Stunden danach

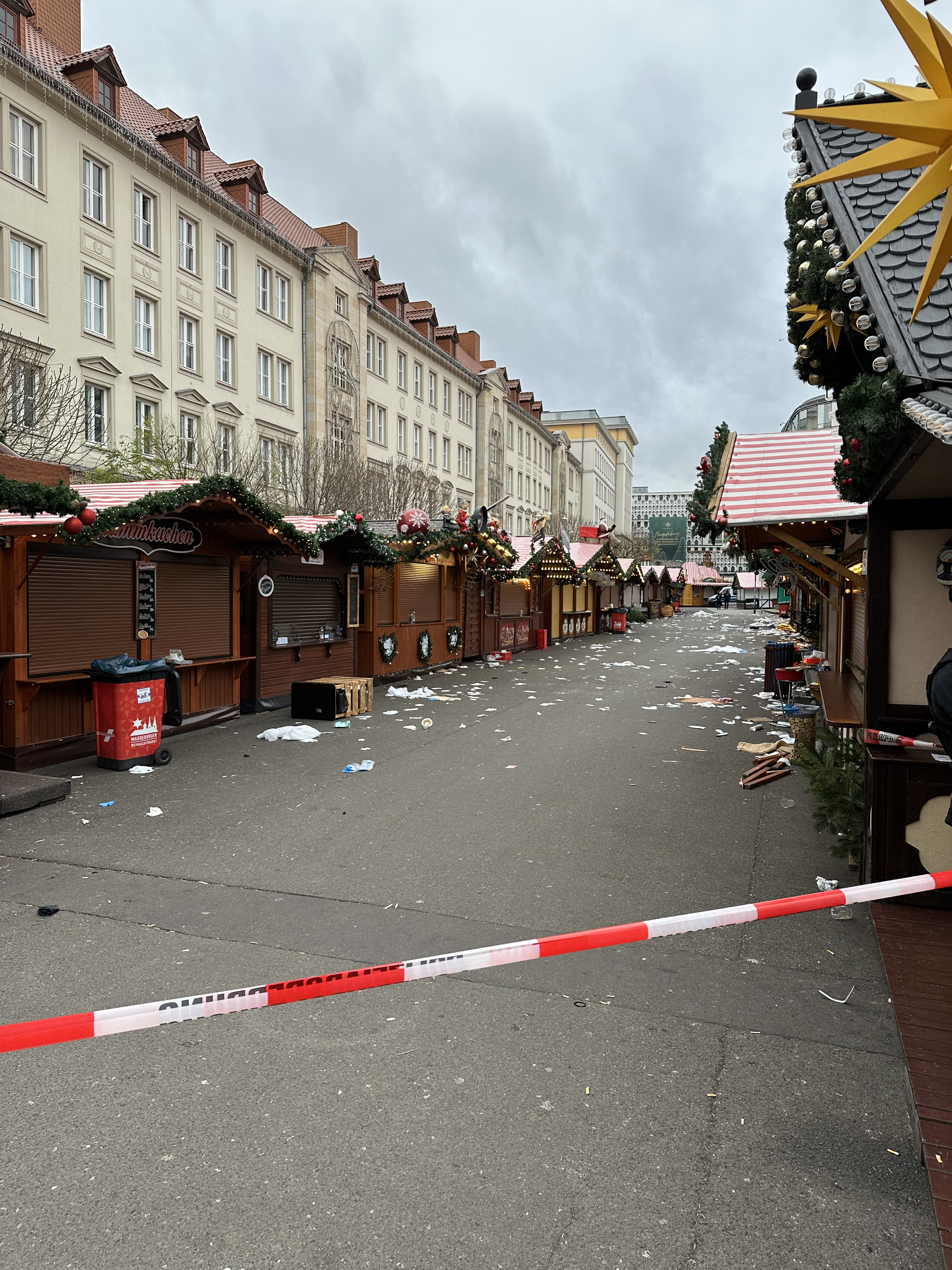
Alter Markt am Tag nach der Tat

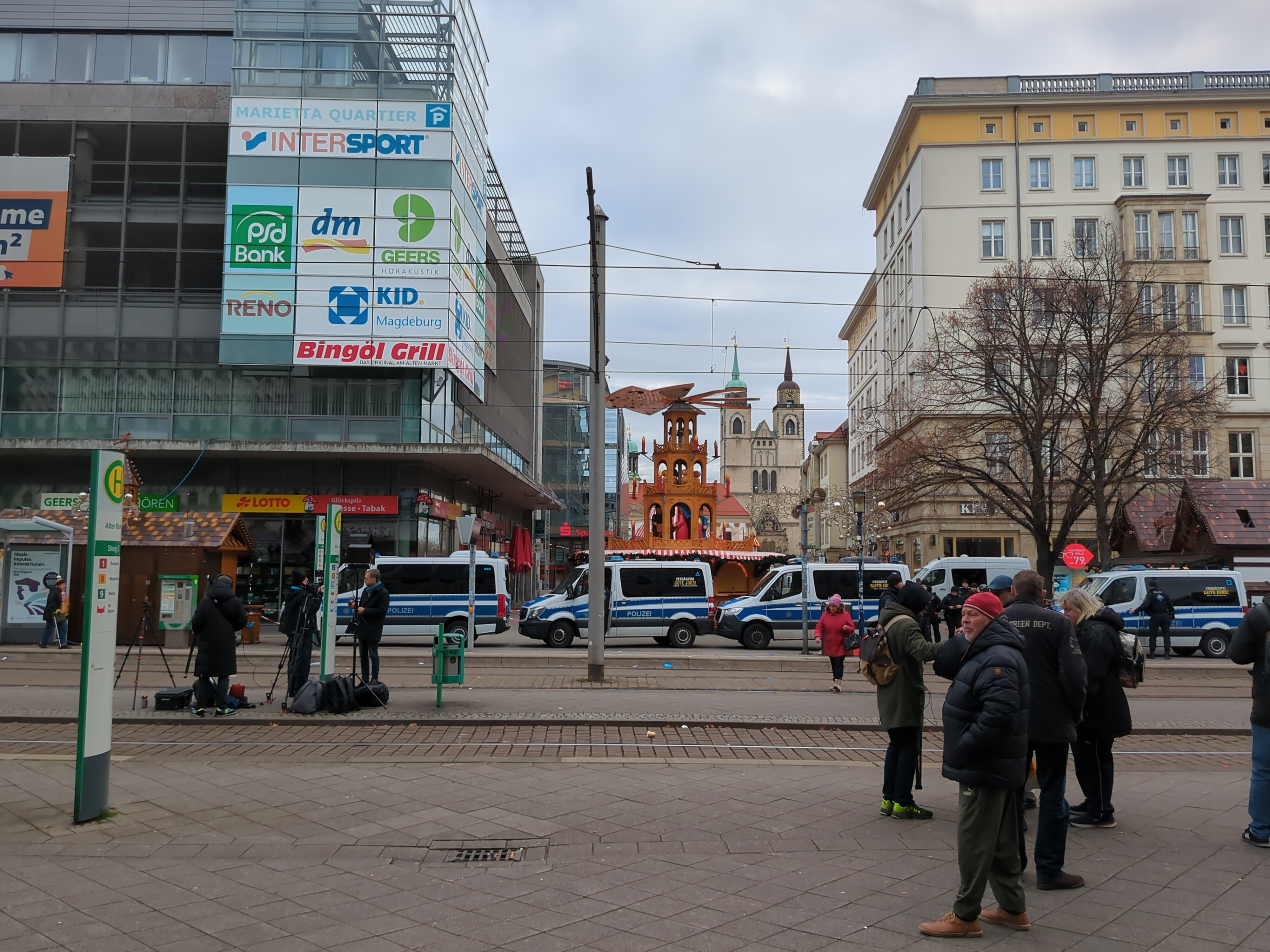
Polizeifahrzeuge am Tag nach dem Anschlag vor dem Weihnachtsmarkt-Zugang

Am 20. Dezember 2024 um 19:02 Uhr wurde ein schwarzer BMW X3, der kurz vor dem Angriff gemietet worden war, mit hoher Geschwindigkeit durch eine Menschenmenge auf dem Weihnachtsmarkt gefahren. Laut Polizei war der Fahrer über einen nicht durch Sperren oder Poller geschützten Rettungsweg auf den Markt gelangt, auf dem er bereits das Tempo erhöht und erste Menschen verletzt habe. Der erste Notruf ging in derselben Minute im Lage- und Führungszentrum der Polizeiinspektion Magdeburg ein. Das Fahrzeug fuhr etwa 300 Meter weit durch die Menschenmenge. Ein in den sozialen Medien verbreitetes Überwachungsvideo zeigt einen Teil der Amokfahrt. Unmittelbar danach kehrte der Fahrer auf die Ernst-Reuter-Allee zurück und wurde dort nach einigen Minuten an der Ecke Breiter Weg neben der Straßenbahnhaltestelle Allee-Center von Polizisten festgenommen.
Der Anschlag forderte sechs Tote – ein neunjähriges Kind aus Niedersachsen und fünf Frauen im Alter von 45, zwei von 52, 67 und 75 Jahren – sowie 41 lebensgefährlich, 90 schwer und mehr als 80 Leichtverletzte. Die Zahl der Verletzten wurde zunächst mit insgesamt mehr als 200 Menschen angegeben. Am 3. Januar 2025 aktualisierte das Innenministerium die Zahl der Verletzten auf 299. Weitere 232 Menschen wurden zwar nicht körperlich verletzt, mussten aber psychologisch betreut werden. Am 2. Mai wurde bekanntgegeben, dass die Zahl der Verletzten auf 323 gestiegen sei. Unter den Verletzten befanden sich 52 Kinder.

## Täter
Der Fahrer des Pkw, Taleb al-Abdulmohsen, wurde 1974 in Saudi-Arabien geboren. Er ist Saudi schiitischer Herkunft, in Bernburg ansässig und hat seit März 2020 als Facharzt für Psychiatrie und Psychotherapie für das Gesundheitsunternehmen Salus im Maßregelvollzug Bernburg suchtkranke Straftäter betreut. In der Belegschaft gab es nach Informationen der Mitteldeutschen Zeitung und anderen Zweifel an der fachlichen Kompetenz. Zeitweise habe er auch im Salus-Fachklinikum gearbeitet, soll dort aber nicht mehr eingesetzt worden sein, nachdem er Patienten mehrfach Medikamente verschrieben habe, die potentiell lebensgefährlich gewesen seien. Seit Oktober 2024 war er im Urlaub bzw. krankgeschrieben. Die Personalakten wurden noch in der Tatnacht den Ermittlungsbehörden übergeben.
Über sein Webforum wearesaudis.net und soziale Medien verhalf er nach Presseberichten anderen zur Flucht aus Saudi-Arabien nach Deutschland. Im Jahr 2019 gab er der Frankfurter Rundschau und der Frankfurter Allgemeinen Zeitung Interviews, in denen er als Fluchthelfer vorgestellt wurde. In diesen sagt er über sich: „Ich bin der aggressivste Kritiker des Islams in der Geschichte. […] Es gibt keinen guten Islam.“ Auch die BBC stellte ihn und seine Website vor, die vom islamischen Glauben abgefallenen Asylbewerbern helfen soll, „insbesondere aus Saudi-Arabien und der Golfregion“.
Der Verdächtige wurde am Abend des 21. Dezember 2024 einem Ermittlungsrichter des Amtsgerichts Magdeburg vorgeführt, der wegen des Vorwurfs des (zu der Zeit) fünffachen Mordes, mehrfachen versuchten Mordes und mehrfacher gefährlicher Körperverletzung einen Haftbefehl erließ und Untersuchungshaft anordnete. Am 23. Dezember 2024 übernahm die Generalstaatsanwaltschaft Naumburg die Ermittlungen zur Tat (zu dem Zeitpunkt: „Verdacht des Mordes in 5 Fällen und des versuchten Mordes in Tateinheit mit gefährlicher Körperverletzung in 200 Fällen“) unter dem Aktenzeichen 111 Js 9/24 GenStA Naumburg.
Am 20. Januar teilte sein Arbeitgeber Salus mit, dass der Ärztliche Direktor des Maßregelvollzugs Bernburg freigestellt wurde. Es soll eine umfassende Aufarbeitung geben, wie mit Hinweisen auf die problematische gesundheitliche Verfassung von Abdulmohsen umgegangen wurde. Er war als Stationsarzt für die psychiatrische Betreuung von Straftätern auf drei Stationen zuständig. Kollegen hatten einige Monate vor dem Anschlag Hinweise auf die Verfassung auch an Vorgesetzte gemeldet. Er hatte in einem Gespräch gesagt, er befände sich in einem Krieg, „aber nicht im metaphorischen Sinn, sondern in einem wirklichen Krieg, dessen Ausgang entweder sterben oder umbringen sein wird“. Ein Kollege regte per Mail an, ihm Hilfe anzubieten. Der Ärztliche Direktor führte danach ein Gespräch mit ihm. „Seine Äußerung wurde als überspitzter Ausdruck einer persönlichen Konfliktbelastung interpretiert.“ Am 23. Dezember 2024 erfolgte eine fristlose Kündigung Abdulmohsens. Das Justiziariat von Salus hat den Auftrag bekommen, eine interne Sonderprüfung durchzuführen, wie Hinweise auf eine problematische gesundheitliche Verfassung Abdulmohsens behandelt wurden. Es soll „ein Hinweisgeberportal eingerichtet werden, in dem Mitteilungen auch anonym platziert werden können“.

### Gefährdungseinschätzung der Behörden im Vorfeld
Saudi-Arabien soll deutsche Sicherheitsbehörden in jüngerer Vergangenheit dreimal vor Taleb Jawad al-Abdulmohsen gewarnt haben. Nach Informationen von WDR, NDR und SZ haben sich mehrfach Menschen wegen Gewaltdrohungen von al-Abdulmohsen bei der Polizei gemeldet. Der Bundesnachrichtendienst (BND) erhielt eine Meldung aus Saudi-Arabien, dass al-Abdulmohsen bereits 2023 etwas „Großes“ in Deutschland angekündigt haben soll. Die zuständigen Landesbehörden sollen diesem Hinweis nachgegangen sein.
Eine Aktivistin der Säkularen Flüchtlingshilfe stellte im Jahr 2023 Strafanzeige gegen al-Abdulmohsen und warnte die Polizei vor einem Anschlag, den dieser vorbereiten würde. Die Staatsanwaltschaft Magdeburg bestätigte laut ZDF die Strafanzeige. Eine Gefährderansprache sei geplant gewesen, aber nicht durchgeführt worden. Im Spätsommer 2023 erhielt das Bundesamt für Migration und Flüchtlinge eigenen Angaben zufolge einen Hinweis zu al-Abdulmohsen. Weil das Bundesamt keine Ermittlungsbehörde ist, wurde die hinweisgebende Person direkt an die verantwortlichen Strafverfolgungsbehörden verwiesen. In einen Tweet aus Dezember 2023 schrieb al-Abdulmohsen: „Deutschland ist neben Saudi-Arabien das einzige Land, das saudische Asylbewerberinnen in der ganzen Welt jagt, um ihr Leben zu zerstören. Ich versichere Ihnen zu 100 %, dass die Rache bald kommen wird. Auch wenn es mich mein Leben kostet. Ich werde die deutsche Nation den Preis für die Verbrechen zahlen lassen, die ihre Regierung an saudischen Flüchtlingen begangen hat.“ Im Mai 2024 postete er auf X auf Englisch: „Ich gehe ernsthaft davon aus, dieses Jahr zu sterben. Begründung: Ich werde um jeden Preis für Gerechtigkeit sorgen. Und die deutschen Behörden versperren alle friedlichen Wege zur Gerechtigkeit.“ Im August 2024 postete er auf Arabisch: „Ich versichere Ihnen: Wenn Deutschland Krieg will, werden wir ihn haben. Wenn Deutschland uns töten will, werden wir sie abschlachten, sterben oder voller Stolz ins Gefängnis gehen. Weil wir alle friedlichen Mittel ausgeschöpft haben, sind uns nur noch mehr Verbrechen seitens der Polizei, des Staatsschutzes, der Staatsanwaltschaft, der Justiz und des Innenministeriums begegnet. Frieden nützt ihnen nichts.“ Im Herbst 2023 wollte eine Frau, die mit al-Abdulmohsen über das Internet in Kontakt stand, die Polizei Berlin warnen, dass al-Abdulmohsen 20 Deutsche töten wolle. Ihre Mail schickte sie aber an die Polizei in Berlin in New Jersey. Das Bundeskriminalamt hatte im November 2023 eigenen Angaben zufolge ebenfalls einen Hinweis zu dem Mann bekommen. Es sei ein Verfahren eingeleitet worden und die Polizei Sachsen-Anhalt habe dann entsprechende Ermittlungsmaßnahmen vorgenommen. Die Sache sei aber unspezifisch gewesen.
Das Landeskriminalamt Sachsen-Anhalt sowie das Bundeskriminalamt kamen 2023 zu dem Ergebnis, dass von al-Abdulmohsen „keine konkrete Gefahr“ ausgehe. Der Bundesvorsitzende der Gewerkschaft der Polizei (GdP) Jochen Kopelke erklärte, dass Hinweise aus dem Ausland oder Postings in sozialen Netzwerken nicht alle sofort verarbeitet werden könnten und dürften; der polizeiliche Alltag sei von Datenschutz, Quellen aus dem Ausland und rechtlichen Hürden geprägt. Der Bundesvorsitzende der Deutschen Polizeigewerkschaft Rainer Wendt verwies ebenfalls auf fehlende personelle Kapazitäten und fehlende Befugnisse der Polizei und wies darauf hin, dass die Polizei noch nicht einmal alle islamistischen Gefährder bewachen könne, von denen sie weiß, dass sie zu einem Anschlag bereit wären.

### Mutmaßliche Motivation und Rezeption
Laut Polizei gab al-Abdulmohsen als Motiv für seine Tat „Unzufriedenheit mit dem Umgang mit saudi-arabischen Flüchtlingen in Deutschland“ an. Am Tag nach dem Anschlag teilte die Staatsanwaltschaft mit, dass die Äußerungen von A. zu seiner Motivlage „eher wirr“ geklungen hätten. Aufgrund von dessen Nationalität verortete der Terrorismusexperte Rolf Tophoven den Attentäter zunächst im militant islamistischen bzw. dschihadistischen Umfeld des Islamischen Staats. Allerdings ist der festgenommene Verdächtige den deutschen Behörden nach Informationen aus Sicherheitskreisen nicht als Islamist bekannt gewesen. Am Tag nach dem Anschlag teilte Bundesinnenministerin Nancy Faeser mit, dass die Einstellung des mutmaßlichen Täters „gesichert“ islamfeindlich sei. Der Terrorismusexperte Peter Neumann vom King’s College London betont, dass es schwierig sei, den Attentäter ideologisch einzuordnen, weil er nicht in ein bestimmtes Raster passe. Er sei „eben kein typischer Islamist“ gewesen, sondern „ein Saudi, der sich gegen den Islam gewendet“ habe, ein „militanter Islamkritiker“. A. habe IS-Methoden angewendet. Parallelen sah Neumann zum Attentat am Olympia-Einkaufszentrum in München 2016. Auch die Süddeutsche Zeitung schrieb, beide Täter hätten „Hass auf […] die Gesellschaft aufgrund ihres Umgangs mit Islamismus“ entwickelt und „das Heil in der AfD – und in den eigenen Mordplänen“ – gesehen.
Laut der Deutschen Presseagentur verdichten sich die Hinweise auf eine gravierende psychische Erkrankung des Attentäters. Der Generalbundesanwalt beim Bundesgerichtshof in Karlsruhe lehnte die Übernahme des Ermittlungsverfahrens ab. Zuständig ist die Generalstaatsanwaltschaft Naumburg wegen des hohen Ausmaßes der Rechtsgüterverletzung und der Bedeutung des Falls über die Landesgrenzen von Sachsen-Anhalt hinaus.
Mehrere Experten, darunter der Präsident des thüringischen Landesamtes für Verfassungsschutz, Stephan Kramer, und der Leiter der Fachberatungsstelle Gewalt- und Radikalisierungsprävention in Sachsen-Anhalt, Hans Goldenbaum, ordnen den Täter und seine Motivation – unabhängig einer möglichen psychischen Erkrankung – dem rechtsextremen Spektrum zu.

## Falschinformationen
Nach dem Anschlag verbreiteten verschiedene deutsche und ausländische Akteure in den sozialen Medien mehrere Falschbehauptungen. Noch bevor erste offizielle Stellungnahmen vorlagen, behauptete der Rechtsextremist Martin Sellner, dass es sich bei dem mutmaßlichen Täter um einen Syrer gehandelt habe. Weitere Accounts suggerierten, der Täter sei als syrischer Flüchtling während der Flüchtlingskrise 2015/16 nach Deutschland gekommen, und machten im Zuge dessen Stimmung gegen den Islam und die Politik der früheren Bundeskanzlerin Angela Merkel. Sellner und weitere Akteure übertrieben die Opferzahlen stark und behaupteten, es habe fünf Täter gegeben. Desinformanten luden Videos von Syrern hoch, die in Deutschland den Sturz des Assad-Regimes bejubelten, mit der Behauptung, diese zeigten Syrer, die den Anschlag feierten. Bundespräsident Frank-Walter Steinmeier wurde das erfundene Zitat in den Mund gelegt, man solle „die tatbegehende Person nicht […] denunzieren und sich ruhig und geduldig die Gründe an[…]hören“. Anti-israelische Akteure verbreiteten die Falschmeldung, es habe sich um eine Falsche-Flagge-Aktion des israelischen Geheimdienstes gehandelt, um die Unterstützung des Westens für Israel zu stärken. Türkisch-nationalistische Akteure behaupteten, kurdische Milizen hätten den Anschlag als Antwort auf Deutschlands angebliche Unterstützung für die Türkei in Syrien verübt. Zudem wurde in sozialen Medien fälschlich behauptet, der Täter habe bei seiner Festnahme Allahu Akbar („Gott ist überaus groß“) gerufen. Eine Analyse des Videos, das die Festnahme des Täters zeigt, durch die Deutsche Welle zusammen mit einem arabischsprachigen Journalisten ergab, dass diese Worte an keiner Stelle des Videos zu hören sind. Nachdem bekannt wurde, dass Taleb A. offenbar Sympathien für rechte Politiker und Parteien hegte, versuchten insbesondere rechtspopulistische und rechtsextreme Akteure, mit verkürzten und aus dem Kontext gerissenen Zitaten seine Tatmotive umzudeuten und Taleb A. u. a. islamistische Motive anzudichten.
In den Stunden nach dem Anschlag herrschte Unklarheit über die Anzahl der Todesopfer. Ein MDR-Reporter berichtete in den Tagesthemen neben den damals offiziell bestätigten zwei Toten auch von elf Toten, gestützt auf Aussagen eines Beamten des Landeskriminalamtes. BILD und Volksstimme meldeten diese falsche Zahl ebenso.

## Kritik am Sicherheitskonzept
Angesichts der nach dem Anschlag auf den Berliner Weihnachtsmarkt 2016 auf allen Weihnachtsmärkten verschärften Sicherheitsmaßnahmen, darunter Straßensperren aus Beton und Stahl, kritisierten Terrorismusexperten wie Hans-Jakob Schindler vom Counter Extremism Project schwerwiegende Mängel im Magdeburger Sicherheitskonzept, das ein Eindringen von Fahrzeugen in Menschenmengen eigentlich verhindern sollte.
In einer Pressekonferenz am Folgetag des Anschlages verteidigte Magdeburgs Beigeordneter für Personal, Bürgerservice und Ordnung das in den Vorjahren genutzte Konzept, den Rettungsweg für Notfälle befahrbar zu lassen. Die Nutzung dieser Strecke für eine „Todesfahrt“ sei nicht vorhersehbar gewesen. Gleichwohl gibt es Methoden, solche Wege bedarfsgerecht zu öffnen und zu schließen. Auf deren Notwendigkeit und auf die Begrenzung eines Sicherheitskonzeptes durch ihr „schwächstes Glied“ wies auch der Professor für Security Studies Peter R. Neumann im Spiegel hin, weil im Grunde „genau derselbe Anschlag wie auf dem Berliner Breitscheidplatz 2016 noch einmal passiert“ sei.
Das Innenministerium von Sachsen-Anhalt bestätigte, dass ein bei der Einfahrt in den Rettungsweg geparktes Polizeifahrzeug gegebenenfalls als „mobile Sperre“ fungieren sollte. Dieses parkte zur Tatzeit in 30 Metern Entfernung. Zu derart abweichenden Parkpositionen von Polizei-Mannschaftswagen soll es bereits am 29. November 2024 eine Information des Veranstalters an die Polizei gegeben haben, auf die aber nicht reagiert worden sei. Dass diese Fahrzeuge überhaupt systematisch zur Absperrung des offenen Rettungsweges dienen sollten, wird vom Innenministerium aber verneint.
Die vom Täter genutzte Lücke zwischen zwei Betonquadern hätte mit einer Kette versperrt werden sollen, die einen PKW abbremse und beschädige. Diese Kette gab es abweichend vom Sicherheitskonzept nicht. Einer Recherche der Welt zufolge war im Konzept für den praktischen Einsatz dieser Barriere weder Verantwortung noch Personal vorgesehen. Das Konzept wirke in einigen Punkten „geradezu skurril laienhaft“ und vernachlässige die Gefahr durch Anschläge, auch in der Qualifikation und der Bemessung des eingesetzten Sicherheitspersonals.
Gegen die Stadt und die örtliche Polizei wurden Strafanzeigen wegen möglichen Fehlverhaltens gestellt. Damit könnte es zu strafrechtlichen Ermittlungen bezüglich des Sicherheitskonzepts, der Polizeieinsatz-Planung und Durchführung kommen. Für den Fall ist die Generalstaatsanwaltschaft Naumburg zuständig. Ermittlungen führt die Polizeiinspektion Halle (Saale). Bis Anfang Januar wurden elf Strafanzeigen gegen dritte Personen erstattet, darunter die Anzeige der Mutter des getöteten Jungen und die des verletzten Bruders. Beide wollen im Verfahren als Nebenkläger teilnehmen. Die Anzeigen richten sich gegen mögliche Verantwortliche der Stadt Magdeburg, der Polizei, des Marktbetreibers und weitere Personen, die mit dem Sicherheitskonzept befasst waren.

## Strafrechtliche Aufarbeitung
Am 19. August 2025 erhob die Generalstaatsanwaltschaft Naumburg Anklage gegen den mutmaßlichen Attentäter des Magdeburger Weihnachtsmarkts. Sie wirft Taleb al-Abdulmohsen Mord in sechs Fällen und versuchten Mord in 338 Fällen vor. Zudem legt die Generalstaatsanwaltschaft dem Mann gefährliche Körperverletzung zur Last. Als Motiv der Amokfahrt gilt die Unzufriedenheit und Frustration des mutmaßlichen Täters über den Verlauf einer zivilrechtlichen Streitigkeit. Die Generalstaatsanwaltschaft gab ein psychiatrisches Gutachten in Auftrag, um die Frage der Schuldfähigkeit zu klären.

## Reaktionen

### Deutschland

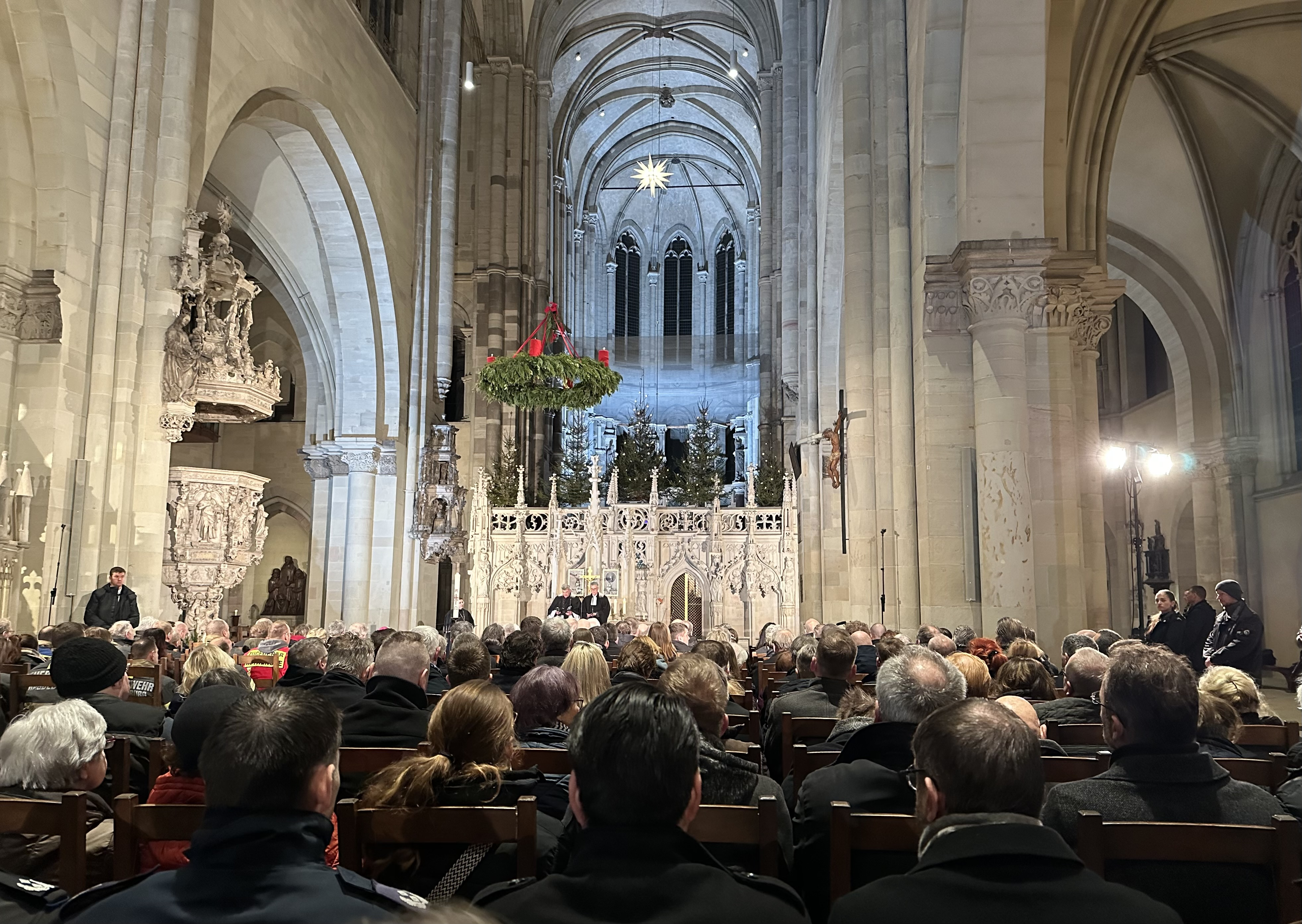
Gedenkgottesdienst im Magdeburger Dom

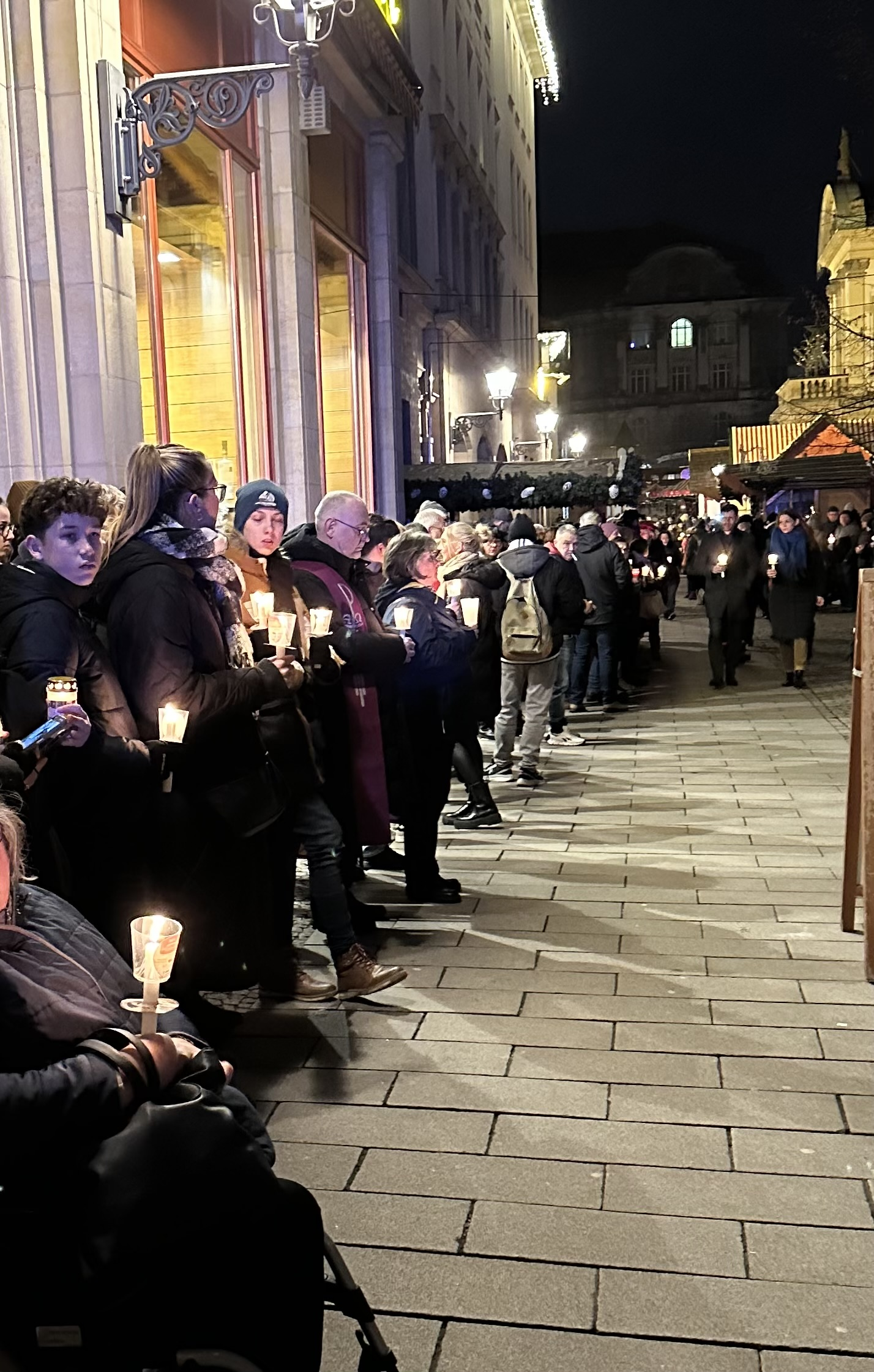
Teil der Lichterkette in der Hartstraße in Magdeburg

#### Trauer und Gedenken
Der am 22. November eröffnete Weihnachtsmarkt in Magdeburg sollte ursprünglich bis zum 29. Dezember geöffnet sein, wurde jedoch für den Rest der Saison vorzeitig beendet, ebenso vorübergehend bis 23. Dezember die Ausstellung „Lichterwelt“ auf dem Domplatz und in der übrigen Innenstadt. Mehrere für das Wochenende in der Stadt geplante Veranstaltungen wurden abgesagt, darunter auf Wunsch des SC Magdeburg das Heimspiel in der Handball-Bundesliga.
Die deutsche Bundes- und Landespolitik reagierte mit Bestürzung und Beileidsbekundungen auf den Vorfall. Im Amt stehende Spitzenpolitiker in Deutschland sprachen den Opfern und Angehörigen ihr Mitgefühl bzw. Beileid sowie den Rettungskräften ihren Dank aus. Ministerpräsident Reiner Haseloff reiste noch am Abend nach Magdeburg an den Ort des Anschlags. Am Folgetag besuchten Bundeskanzler Olaf Scholz (SPD), Unions-Kanzlerkandidat Friedrich Merz (CDU), die Ministerinnen Nancy Faeser (SPD), Steffi Lemke (Grüne) und Minister Volker Wissing (parteilos) den Tatort. Am Tag nach dem Anschlag fand abends ein Gedenkgottesdienst im Magdeburger Dom statt, an dem auch Reiner Haseloff, Olaf Scholz, Minister Robert Habeck (Grüne) und der Bundespräsident Frank-Walter Steinmeier teilnahmen und der von den Bischöfen Gerhard Feige, Friedrich Kramer und Tobias Bilz gehalten wurde. Bundesinnenministerin Faeser ordnete für den 21. Dezember eine bundesweite Trauerbeflaggung der Behörden und Einrichtungen des Bundes an.

#### Rechtsextreme Gewalt und Desinformation
Nach dem Anschlag berichteten Polizei und Zeitungen von einer deutlichen Zunahme von Vorfällen gegen Menschen, die von Rechtsextremisten als Ausländer markiert werden. Vermeintliche Migranten würden auf der Straße als „Terroristen“, „Verbrecher“ und „Pack“ beschimpft und teilweise geschubst und bespuckt. Rechtsgerichtete Aktivisten, darunter Martin Sellner, verbreiteten Desinformationen und versuchten, die Stimmung aufzuheizen. Die vom deutschen Bundesamt für Verfassungsschutz als rechtsextrem eingestufte Partei AfD versuchte in Magdeburg und an anderen Orten mit Falschinformationen den Täter als Islamisten zu framen. Dagegen protestierten Teile der Bevölkerung unter anderem mit einer Lichterkette.

#### Sicherheit und Sicherheitspolitik
Bereits wenige Stunden nach dem Ereignis berichteten mehrere Medien übereinstimmend, dass von einem Anschlag auszugehen sei. Auch ein Sprecher der Landesregierung in Sachsen-Anhalt sprach frühzeitig von einem Anschlag. Es wurde auf den Anschlag vom Berliner Breitscheidplatz am 19. Dezember 2016 hingewiesen, bei dem 13 Menschen starben und 67 verletzt wurden. Die Sprecherin der Opfer und Hinterbliebenen des damaligen islamistischen Anschlags äußerte, dieser Anschlag wirke exakt wie damals auf dem Breitscheidplatz.

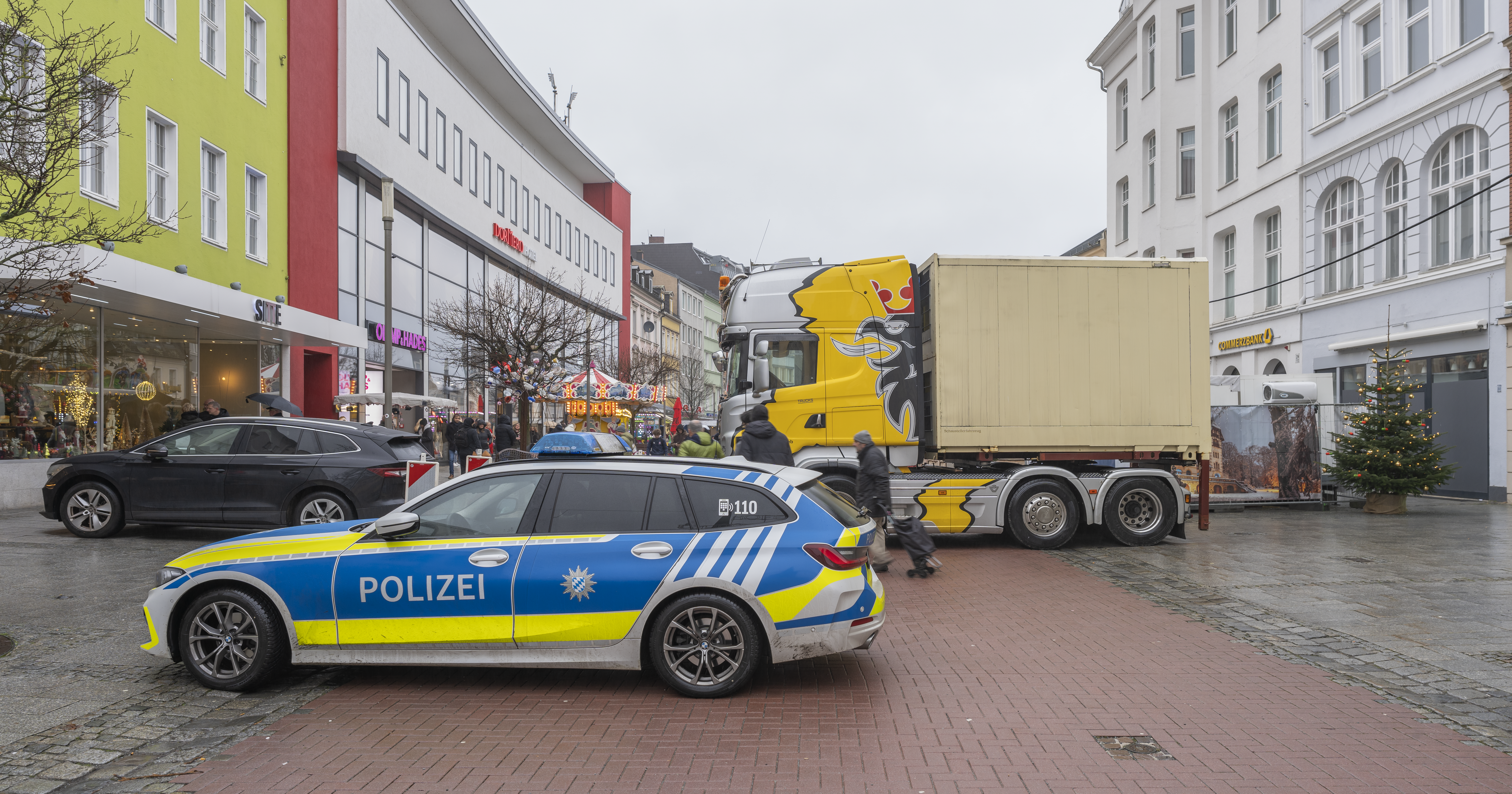
Zur Sicherheit wurden andernorts Fahrzeuge als Blockade vor dem Weihnachtsmarkt positioniert

In vielen deutschen Städten wurden in Reaktion auf den Anschlag die Sicherheitsvorkehrungen erhöht oder die Märkte für das Jahr vorzeitig gänzlich beendet. Viele der weiterhin geöffneten Märkte verzichten auf Musik oder legten Schweigeminuten ein, um der Opfer des Anschlages zu gedenken.
Am 22. Dezember forderte Innenministerin Faeser CDU und FDP auf, Sicherheitsbehörden mehr Befugnisse zu geben. Dazu schlug sie Gesetzesänderungen, wie ein neues Bundespolizeigesetz und die Einführung der biometrischen Überwachung, vor. Am 23. Dezember führte die AfD auf dem Domplatz eine Kundgebung unter dem Motto „Trauer vereint – Für eine sichere Zukunft“ mit rund 3500 Menschen durch. AfD-Co-Chefin Alice Weidel hielt eine Rede, bei der „Abschieben“-Sprechchöre zu hören waren. Nach einer Schweigeminute fand ein Trauermarsch statt. An der Gegendemo in der Magdeburger Innenstadt unter dem Motto »Wir wollen trauern – Gebt Hass keine Chance!« nahmen rund 4000 Menschen teil.
Nach einer Sondersitzung des Innenausschusses des Bundestages am 30. Dezember sicherte Bundesinnenministerin Faeser weitere Aufklärung zu. Als ein Kernproblem nannten Faeser wie auch Sprecher verschiedener Fraktionen, dass der Täter von Magdeburg keiner üblichen Gefährderkategorie wie Islamist, Rechts- oder Linksextremist habe zugeordnet werden können.
Der Landtag in Magdeburg setzte am 22. Januar einen Untersuchungsausschuss mit den Stimmen aller Fraktionen ein.

### Saudi-Arabien
Das saudi-arabische Außenministerium verurteilte im Namen der saudi-arabischen Regierung den Anschlag und bekundete „ihre Solidarität mit dem deutschen Volk und den Familien der Opfer“ in einem Schreiben auf X.

### International
Österreichs Außenminister Alexander Schallenberg (ÖVP) zeigte sich auf X „schockiert“ und versicherte: „Wir stehen eng an der Seite unserer deutschen Freunde!“ Innenminister Gerhard Karner (ÖVP) zeigte sich „fassungslos“ und teilte mit, dass nach solch dramatischen Ereignissen selbstverständlich auch in Österreich eine aktuelle Lagebeurteilung erfolge. Auch der französische Präsident Emmanuel Macron, EU-Kommissionspräsidentin Ursula von der Leyen und der designierte US-Vizepräsident JD Vance teilten ihr Mitgefühl auf X mit.
Das New York City Police Department erhöhte als Vorsichtsmaßnahme und als Reaktion auf den Vorfall die Sicherheitsvorkehrungen auf den Weihnachtsmärkten in New York.

### Soziale Medien
In sozialen Medien verbreiteten sich schnell zahlreiche Videos, die den Anschlag, die anschließende Verhaftung sowie die Zerstörungen zeigten. Infolgedessen tauchten frühzeitig Vermutungen über eine islamistische Motivlage auf. TikTok deaktivierte einen Tag nach dem Vorfall die Suchfunktion für bestimmte Schlüsselwörter, die potenziell mit dem Anschlag in Verbindung stehen könnten.